# Muntanya de Ramgarh
La muntanya de Ramgarh (Ramgarh Hill) és una elevació a Chhattisgarh, al que fou el principat de Surguja, a uns 20 km a l'oest de Lakshmanpur, amb una altura d'uns 800 metres, destacada per tenir al camí de pedra, al dintell, esculpides imatges de Ganesh el deu elefant, i a l'oest una deu d'aigua pura en una cova; un segon camí condueix per la part més difícil de la pujada; al cim diverses coves amb restes de temples fets amb grans blocs de pedra; un túnel excavat segons es creu per l'aigua, conegut com a Hathipol, és tan gran que hi pot passar un elefant; les inscripcions al túnel són del segle ii aC; en una de les coves, anomenada Jogimara, hi ha restes de pintures de fa 2200 anys; la cova Sitabenga hauria estat utilitzada com a sala per representacions o recitals de poemes.